# Marriage Story
Marriage Story (no Brasil, História de um Casamento) é um filme americano de 2019, do gênero comédia dramática, escrito e dirigido por Noah Baumbach. É estrelado por Scarlett Johansson, Adam Driver, Laura Dern, Alan Alda, Ray Liotta, Azhy Robertson, Julie Hagerty, Matthew Shear e Merritt Wever, e o enredo gira em torno de um casal que passa por um divórcio.
A produção do filme foi anunciada em novembro de 2017, com elenco tendo sido contratado ainda naquele mês. As filmagens ocorreram em Los Angeles e Nova Iorque entre janeiro e abril do ano seguinte. Sua estreia mundial aconteceu no Festival de Cinema de Veneza, em 29 de agosto de 2019; ele teve um lançamento limitado nos Estados Unidos em 6 de novembro, seguido pelo streaming digital no dia 6 do mês seguinte pela Netflix. O filme recebeu elogios por parte da crítica especializada, particularmente no que concerne ao roteiro e direção de Baumbach, às atuações (principalmente a de Johansson, Driver e Dern) e à trilha sonora. Foi escolhido pelo National Board of Review e pela revista Time como um dos dez melhores filmes do ano.

## Enredo
O filme trata de um divórcio entre um diretor de teatro e uma atriz que possuem um filho. Durante o processo de divórcio mostra-se o processo de brigas e mudanças de cidades de Nova York para Los Angeles.

## Elenco
- Scarlett Johansson — Nicole Barber
- Adam Driver — Charlie Barber
- Laura Dern — Nora Fanshaw
- Alan Alda — Bert Spitz
- Ray Liotta — Jay Marotta
- Azhy Robertson — Henry Barber
- Julie Hagerty — Sandra
- Merritt Wever — Cassie
- Mark O'Brien — Carter
- Matthew Shear — Terry
- Brooke Bloom — Mary Ann
- Kyle Bornheimer — Ted
- Mickey Sumner — Beth
- Wallace Shawn — Frank
- Martha Kelly — Avaliadora

## Recepção da crítica
A. O. Scott, do jornal estadunidense The New York Times, elogiou o filme e o comparou com música: "É engraçado e triste, às vezes em uma única cena, e tece uma trama a partir do colapso confuso de uma realidade compartilhada, tentando fazer música com desarmonia. A melodia é cheia de desgosto, perda e arrependimento, mas a música é linda demais para ser totalmente melancólica".
Richard Lawson, da revista Vanity Fair, também elogiou o filme: "Apesar de toda a sua discórdia e tristeza, Marriage Story é um filme generoso. Reconhece, com sensibilidade, as maneiras pelas quais as pessoas falham e as formas como não. Vale a pena o seu tempo". 

## Bilheteria
Embora a Netflix não divulgue publicamente as receitas teatrais de seus filmes, a IndieWire estima que Marriage Story arrecadou cerca de US$ 160.000 em cinco cinemas em seu primeiro final de semana (e um total de US$ 200.000 nos primeiros cinco dias). O site escreveu que "normalmente, esses números (estimados) seriam decepcionantes", mas "considerando os cinemas e os lugares mais limitados, além da conscientização sobre o acesso iminente ao streaming dentro de um mês", era suficiente para a Netflix. Tocando em 16 salas no fim de semana seguinte, o filme faturou cerca de US$ 140.000, e depois US$ 340.000 em 85 salas no terceiro. Expandindo para 130 cinemas em seu quarto final de semana de lançamento, o filme faturou US$ 360.000, para um total de um mês de US$ 1,2 milhão. No fim de semana seguinte, apesar de ter sido lançado digitalmente na Netflix a partir da sexta-feira, o filme faturou cerca de US$ 300.000 em 120 cinemas. 
Em 8 de dezembro de 2019, o Marriage Story arrecadou cerca de US$ 1,7 milhão na América do Norte e US$ 188.354 em outros territórios, para um total mundial de US$ 1,8 milhão. 

## Prêmios e indicações

### Oscar 2020(EUA)
| Data da Cerimônia      | Categoria                     | Recipiente                   | Resultado |
| ---------------------- | ----------------------------- | ---------------------------- | --------- |
| 9 de Fevereiro de 2020 | Melhor Filme                  | Noah Baumbach e David Heyman | Indicado  |
| 9 de Fevereiro de 2020 | Melhor Ator                   | Adam Driver                  | Indicado  |
| 9 de Fevereiro de 2020 | Melhor Atriz                  | Scarlett Johansson           | Indicado  |
| 9 de Fevereiro de 2020 | Melhor Atriz Coadjuvante      | Laura Dern                   | Venceu    |
| 9 de Fevereiro de 2020 | Melhor Roteiro Orignal        | Noah Baumbach                | Indicado  |
| 9 de Fevereiro de 2020 | Melhor Trilha Sonora Original | Randy Newman                 | Indicado  |

### Globo de Ouro 2020(EUA)
| Data da Cerimônia    | Categoria                     | Recipiente                   | Resultado |
| -------------------- | ----------------------------- | ---------------------------- | --------- |
| 5 de Janeiro de 2020 | Melhor Filme - Drama          | David Heyman e Noah Baumbach | Indicado  |
| 5 de Janeiro de 2020 | Melhor Ator - Drama           | Adam Driver                  | Indicado  |
| 5 de Janeiro de 2020 | Melhor Atriz - Drama          | Scarlett Johansson           | Indicado  |
| 5 de Janeiro de 2020 | Melhor Atriz Coadjuvante      | Laura Dern                   | Venceu    |
| 5 de Janeiro de 2020 | Melhor Roteiro                | Noah Baumbach                | Indicado  |
| 5 de Janeiro de 2020 | Melhor Trilha Sonora Original | Randy Newman                 | Indicado  |

### BAFTA 2020(Reino Unido)
| Data da Cerimônia      | Categoria                | Recipiente                       | Resultado |
| ---------------------- | ------------------------ | -------------------------------- | --------- |
| 2 de Fevereiro de 2020 | Melhor Ator              | Adam Driver                      | Indicado  |
| 2 de Fevereiro de 2020 | Melhor Atriz             | Scarlett Johansson               | Indicado  |
| 2 de Fevereiro de 2020 | Melhor Atriz Coadjuvante | Laura Dern                       | Venceu    |
| 2 de Fevereiro de 2020 | Melhor Roteiro Original  | Noah Baumbach                    | Indicado  |
| 2 de Fevereiro de 2020 | Melhor Escolha de Elenco | Douglas Aibel e Francine Maisler | Indicado  |

### Critics' Choice Awards 2020(EUA)
| Data da Cerimônia     | Categoria                | Recipiente                   | Resultado |
| --------------------- | ------------------------ | ---------------------------- | --------- |
| 12 de Janeiro de 2020 | Melhor Filme             | David Heyman e Noah Baumbach | Indicado  |
| 12 de Janeiro de 2020 | Melhor Diretor           | Noah Baumbach                | Indicado  |
| 12 de Janeiro de 2020 | Melhor Ator              | Adam Driver                  | Indicado  |
| 12 de Janeiro de 2020 | Melhor Atriz             | Scarlett Johansson           | Indicado  |
| 12 de Janeiro de 2020 | Melhor Atriz Coadjuvante | Laura Dern                   | Venceu    |
| 12 de Janeiro de 2020 | Melhor Roteiro Original  | Noah Baumbach                | Indicado  |
| 12 de Janeiro de 2020 | Melhor Trilha Sonora     | Randy Newman                 | Indicado  |
| 12 de Janeiro de 2020 | Melhor Elenco            | Marriage Story               | Indicado  |